# Phanotea digitata
Phanotea digitata är en spindelart som beskrevs av Griswold 1994. Phanotea digitata ingår i släktet Phanotea och familjen Zoropsidae. Inga underarter finns listade i Catalogue of Life.